# Relax (Sendung)
Relax war eine Kultursendung, welche ab dem 18. Februar 2007 sonntags vom kosovarischen Sender RTV 21 ausgestrahlt wurde. Die Sendung behandelte vor allem Themen wie Kultur und Musik. 2013 wurde die Sendung zu Relax me Labin ('Relax mit Labi') umbenannt, da sie zu der Zeit von Labinot Gashi (alias „Labi“) moderiert wurde.

## Ausstrahlung
Die Sendung wurde jeweils sonntags von 16:30 Uhr bis um 18:00 live aus Priština mit mehreren Stargästen ausgestrahlt.

## Thematischer Inhalt
Relax befasste sich hauptsächlich mit den Themen Kultur und Musik, die in langen Beiträgen erörtert werden. Wie der Name verrät, möchte das Format den Zuschauern Entspannung vermitteln.